# Завриев, Кириак Самсонович
Кириа́к Самсо́нович За́вриев (груз. კირიაკ სამსონის ძე ზავრიევი; 16 [28] января 1891, 16 января 1881 или 28 января 1891, Тифлис, Тифлисская губерния, Российская империя — 14 декабря 1978, Тбилиси) — советский учёный в области строительной механики и сейсмостойкости сооружений, сооснователь и академик Академии наук Грузинской ССР (1941), действительный член Академии строительства и архитектуры СССР (1956).

## Биография
Кириак Завриев родился в Тифлисе 16 (28) января 1891 года в благородной семье мокалаков армянского происхождения.
В 1914 году окончил курс обучения в Санкт-Петербургском институте инженеров железнодорожного транспорта. Свою научную деятельность начал уже во время обучения в институте, где предложил метод расчёта сооружений по разрушающим нагрузкам. По рекомендации С. П. Тимошенко доложил свою работу на учёном совете института, позднее она была опубликована. Будучи студентом четвёртого курса работал на строительстве Дворцового моста, делал реальные проекты. Окончил институт получив золотую медаль и начал преподавать в родном институте.
После начала Первой мировой войны Кириак Самсонович ушёл на фронт, где занимался наведением мостов через водные преграды, а также участвовал в восстановлении старых мостов.
С 1919 по 1921 год работал начальником службы пути в Армении. С 1921 по 1928 год был начальником отдела мостов службы пути Закавказских железных дорог. С 1921 года преподавал в Тифлисском государственном политехническом институте, в 1923 году стал профессором.
В 1926 году предложил использование при строительстве домов антисейсмических поясов.
В 1928 году стал заместителем директора Закавказского института сооружений.
С 1930 по 1956 год заведовал кафедрой и являлся проректором по научной работе в Тбилисском институте инженеров железнодорожного транспорта.
В 1947 году Завриев организовал институт строительной механики и сейсмостойкости АН Грузинской ССР и до конца своих дней был бессменным директором этого института.
Является автором динамической теории сейсмостойкости.
Предложил использовать лёгкий бетон, преднапряжённый бетон.
Кириак Завриев избирался депутатом Верховного Совета Грузинской ССР.
Кириак Завриев оставил целую плеяду талантливых учеников. Среди них Армен Георгиевич Назаров — академик Академии наук Армении (АНА), директор института сейсмологии, Виктор Васильевич Михайлов — академик Академии строительства и архитектуры СССР, руководитель лаборатории НИИ железобетона, Михаил Захарович Симонов — член-корреспондент АНА, руководитель лаборатории армянского НИИ стройматериалов, Шио Германович Напетваридзе — академик АНГ, руководитель отдела НИИ строительной механики и сейсмостойкости при АНГ, Зураб Николаевич Цилосани — член-корреспондент АНГ, заведующий отделом НИИ строительной механики и сейсмостойкости при АНГ, Анатолий Петрович Филин — заведующий кафедрой Ленинградского политехнического института и многие другие.
Автор проектов многих крупных мостов Закавказской железной дороги и моста Челюскинцев (1935, совместно с Н. Словинским, архитектор Н. Северов) через реку Кура в Тбилиси.
Умер в Тбилиси 14 декабря 1978 года. Похоронен на Сабурталинском кладбище.
Его сын — С. К. Завриев, профессор, доктор биологических наук, член-корреспондент РАН (2005).

## Награды
- 2 ордена Ленина (…; 29.01.1971)